# Siacabuche
Siacabuche es un modismo de la lengua española que se ocupa en El Salvador.
Sirve para cerrar o finalizar la narración de cuentos o textos de la literatura que se basa en el costumbrismo.
El escritor salvadoreño Salvador Salazar Arrué utilizaba este término en sus obras literarias en las que resaltaba las costumbres, tradiciones y cotidianismo de la vida rural.
Ejemplo

[...] Y los inditos llegaron al rancho cansados de trabajar aporreando
maicillo en el plantón de Beto Canales, juraron nunca regresar por los maltratos que recibieron y decidieron vivir cazando tacuacines y garrobos en los piñales y laderas del cerro, y vivieron no tan felices pero sin maltratos....y siacabuche.